# ベクターデザイン
株式会社ベクターデザイン（英文社名　Vector Design Inc.）は、東京都渋谷区に本社を置くWebシステムやグラフィックデザインなどの企画制作を行う企業。

## 沿革
- 1998年6月 有限会社東京総合企画スタジオゴウヨンマル設立
- 2000年9月 「有限会社ベクターデザイン」改組/改称
- 2001年9月 「株式会社ベクターデザイン」改組/改称